# 류광현 (축구 선수)

## 클럽 경력

### 아마추어
류광현은 강릉제일고(강원 FC U18)를 거쳐 호남대학교 축구부에서 활약했다.

### 프로
2023년 강원 FC에 입단하여 K리그1 무대에 진출하였다. 이후 2025년 1월, 전남 드래곤즈 FC로 이적하여 등번호 22번을 배정받았다.

## 특징
주 포지션은 수비수로, 주로 왼쪽 측면 수비수로 기용된다. 181cm의 키와 71kg의 체격 조건을 바탕으로 안정적인 수비를 펼친다. 전남 드래곤즈 구단은 공식 채널을 통해 "왼쪽 측면은 나의 것"이라는 문구로 류광현을 소개한 바 있다.

## 통계
AiScore 기준, 시장 가치는 약 10만 유로 수준으로 평가된다.

## 참고 자료
- “전남 드래곤즈가 DF 류광현 선수를 영입했습니다” – 전남 드래곤즈 페이스북
- “왼쪽 측면은 나의 것 No.22 I DF 류광현” – 전남 드래곤즈 페이스북
- “전남드래곤즈, 정태인·성윤수·류광현·홍진민 영입” – 굿모닝투데이
- “‘FA’로 실속 챙긴 전남, 유스 출신 정태인과 함께 성윤수, 류광현, 홍진민” – 스포츠K
- AiScore 선수 데이터